# Katiéna
Katiéna è un comune rurale del Mali facente parte del circondario di Ségou, nella regione omonima.
Il comune è composto da 27 nuclei abitati:
- Blan
- Boila
- Bolikoungo
- Bougan
- Bougoula-Bamana
- Bougoula-Peulh
- Dingola
- Djongoni
- Dofounou
- Dougakoungo
- Dougoukolomba
- Falenbougou
- Famana
- Famorila

- Goualabougou
- Kakolo
- Kallan
- Kassorongo
- Katiéna
- Kokoun
- Koumantéibougou
- N'Diédougou
- N'Goina
- Tizana
- Togoba
- Welentiguila
- Wouyangana